# حسن الإمامي
السيد حسن الإمامي (الفارسية: سید حسن امامی؛ 1903–1981 م) كان رجل دين مسلمًا شيعيًّا إيرانيًّا وسياسيًّا من مؤيدي الملكية. عمل قاضيًا في وزارة العدل ودرّس القانون في جامعة طهران.
كان يُعتبر عضوًا في الدائرة الداخلية لمحمد رضا شاه، وكانت له علاقات وثيقة بالبازاريين والطبقات التقليدية، بالإضافة إلى المحافل الماسونية. دعم إصلاحات رضا شاه العلمانية، على الرغم من تاريخ عائلته في المحافظة الدينية، وبذلك خالف كل علماء الدين الشيعة في رأيه. يُوصف إمامي بأنه سياسي محب للبريطانيين ومعادٍ بشدة لمحمد مصدق وسياساته في تأميم النفط. تخلى عن ملابسه الدينية بعد عودته من سويسرا، حيث درس القانون القاري، لكنه استأنف ارتدائها عندما عُين إمامًا لصلاة الجمعة في طهران عام 1947 م.

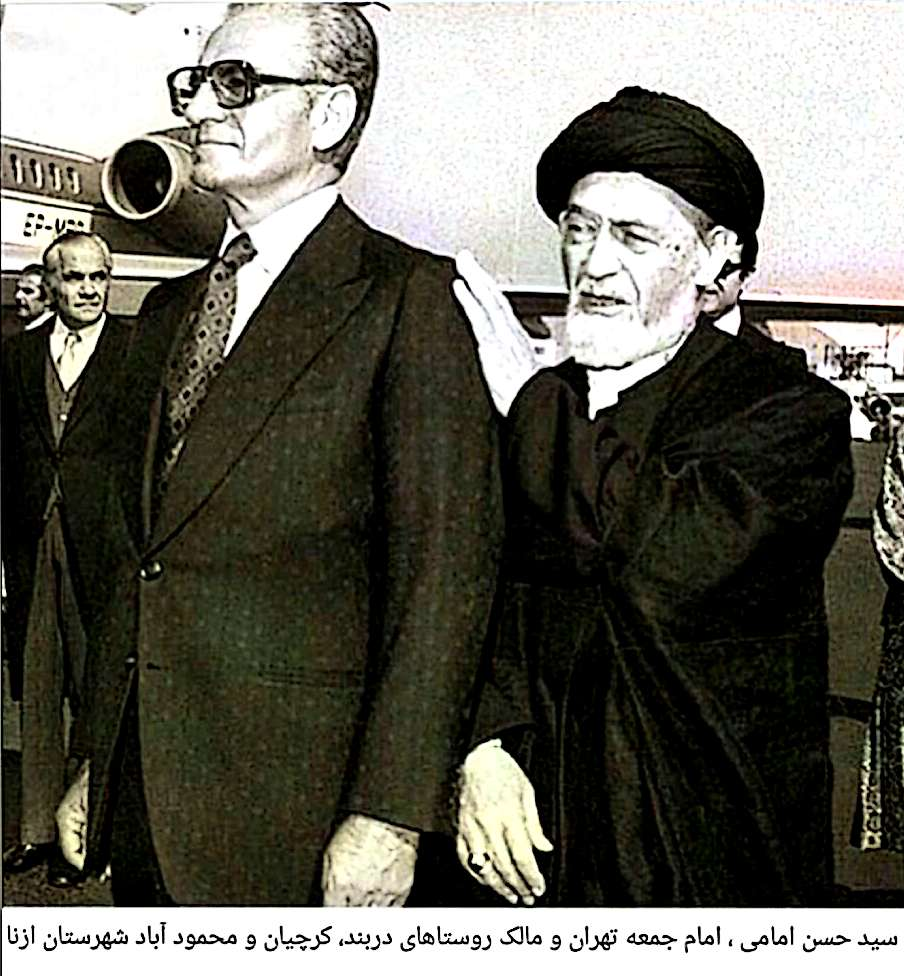
حسن الإمامي مع الشاه

في الانتخابات التشريعية الإيرانية عام 1952، ترشح الإمامي عن مدينة مهاباد الكردية السنية، التي لم يسبق له زيارتها من قبل، وهو ما اعتبره المواطنون السنة والشيعة تجليًّا للفساد والمحسوبيات في نظام الشاه. اُنتخب بتدخل من الجيش، ولذلك طلب محمد مصدق من البرلمان رفض أوراق اعتماده ولكن تم تأكيد انتخابه. في الأول من تموز عام 1952، هزم مرشح الجبهة الوطنية عبد الله المعظمي في انتخابات رئاسة مجلس النواب الإيراني. فر الإمامي من البلاد في أعقاب المظاهرات المؤيدة لمحمد مصدق في 21 يوليو/تموز، وقدم استقالته في رسالة من جنيف.

## فهرس
- حقوق مدني (الفقه المدني؛ 6 مجلدات، طهران، 1335-42 ش./1956-63)

## روابط خارجية
| مقاعد البرلمان      | مقاعد البرلمان                 | مقاعد البرلمان                  |
| ------------------- | ------------------------------ | ------------------------------- |
| سبقه رضا حكمت       | رئيس البرلمان 1952             | تبعه أبو القاسم مصطفوي الكاشاني |
| المناصب الروحية     |                                |                                 |
| سبقه محمد إمام زاده | إمام الجمعة في طهران 1947–1979 | تبعه محمود الطالقاني            |